# Benemerenza civica
La benemerenza civica è un'onorificenza che viene concessa da un comune italiano ad un cittadino, organizzazione, associazione o ente che con opere concrete nel campo delle scienze, delle arti, dell'industria, del lavoro, della cultura, della scuola, dello sport o con iniziative di carattere sociale, assistenziale, filantropico o con atti di coraggio siano stati di aiuto ai propri concittadini o abbiano esaltato il prestigio della città. I cittadini insigniti di tale onorificenza si definiscono cittadini benemeriti.
Tale benemerenza viene assegnata dal sindaco che, sentiti i membri dell'ufficio di presidenza, propone i nominativi meritevoli di nomina per l'assegnazione del riconoscimento. Successivamente la giunta comunale delibera la scelta definitiva dei premiati e l'assegnazione dell'attestato di civica benemerenza. I cittadini possono inviare al sindaco le proposte di concessione ad altri cittadini o enti.
Ogni comune ha un suo regolamento per la concessione della civica benemerenza. Spesso la cittadinanza benemerita può essere concessa anche alla memoria.